# Spigelia pygmaea
Spigelia pygmaea är en tvåhjärtbladig växtart som beskrevs av D. N. Gibson. Spigelia pygmaea ingår i släktet Spigelia och familjen Loganiaceae. Inga underarter finns listade i Catalogue of Life.